# Vlag van Sint-Genesius-Rode
De vlag van Sint-Genesius-Rode werd door de gemeenteraad op 10 maart 1986 officieel vastgesteld als de gemeentelijke vlag van de Vlaams-Brabantse gemeente Sint-Genesius-Rode. Op 7 oktober 1986 werd hij door het Bestuur van Vlaanderen bevestigd en uiteindelijk gepubliceerd op 3 december 1987 in het officiële Belgisch Staatsblad.
Officieel wordt de vlag beschreven als:
Drie banen van groen, van wit en van groen, lengteverhoudingen 1 : 2 : 1, met op het wit een zwarte romaanse kerktoren, geopend en gemetseld van wit.
De groene banen symboliseren het Zoniënwoud, terwijl de kerktoren werd ontworpen naar een gemeentelijke zegel uit 1449. De kerktoren staat in het gemeentewapen op een wit veld, staande op een groen terras.

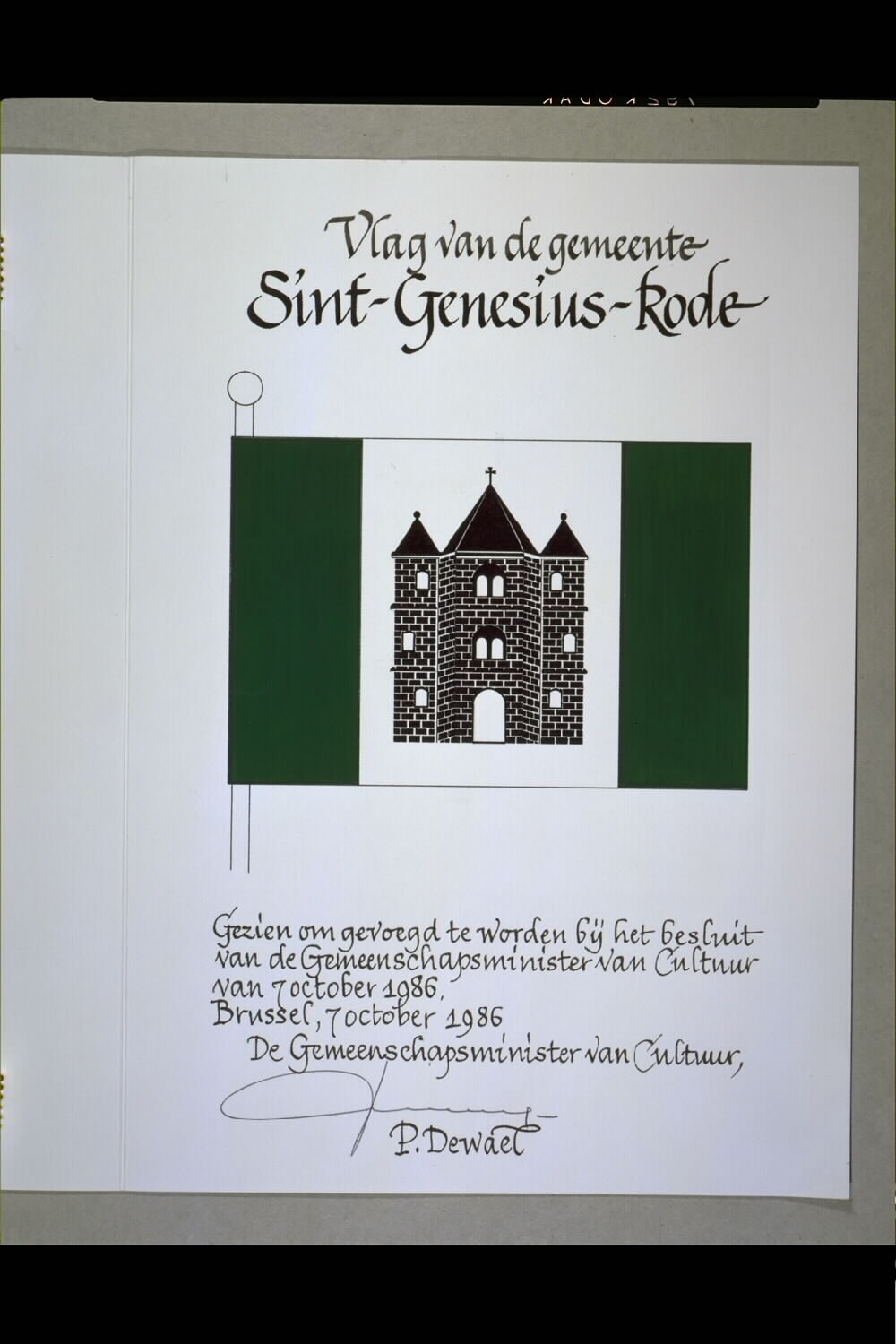
Ontwerp vlag getekend door Patrick Dewael